# Paratapinocyba kumadai
Espèce
Paratapinocyba kumadai est une espèce d'araignées aranéomorphes de la famille des Linyphiidae.

## Distribution
Cette espèce est endémique de Hokkaidō au Japon,.

## Description
Les mâles mesurent de 1,3 à 1,5 mm et les femelles de 1,4 à 1,6 mm.

## Étymologie
Cette espèce est nommée en l'honneur de Kenichi Kumada.

## Publication originale
- Saito, 1986 : New erigonine spiders found in Hokkaido, Japan. Bulletin of the National Science Museum, sér. A, vol. 12, p. 9-24 (texte intégral).